# TFBoys
TFBOYS (, skrót od The Fighting Boys) – chiński boysband założony przez Time Fengjun Entertainment w 2013 roku. W skład grupy wchodzą: lider Wang Junkai (, znany też jako Karry), Wang Yuan (, znany też jako Roy) oraz Yi Yangqianxi (, znany też jako Jackson).
TFBOYS oficjalnie zadebiutowali 6 sierpnia 2013 roku wydając teledysk Ten Years (chn. 十年 Shí nián). Ich debiutancki minialbum, zatytułowany Heart mèng·chūfā (chn. Heart 梦·出发), ukazał się 13 października 2013 roku
Zespół szybko zdobył popularność w internecie, za pośrednictwem platform społecznościowych takich jak Sina Weibo i stron udostępniania wideo jak m.in. YinYueTai. 15 kwietnia 2014 roku, podczas The 2nd YinYueTai Vchart Awards, TFBOYS zdobyli dwie nagrody: "Favorite Artiste – Mainland" oraz "Yin Yue Live Stream Favorite Artiste" (音悦直播人气歌手). Wkrótce potem pojawili się w różnych programach telewizyjnych i muzycznych, które przedstawiły ich szerszej publiczności z Chin. 16 sierpnia 2014 roku TFBOYS wydali singel Manual of Youth (chn. 青春修煉手冊), który przez pięć kolejnych tygodni zajmował pierwszą pozycję listy Yin Yue Vcharts. Piosenka zdobyła nagrody "Song of the Year" na festiwalu iQIYI Night Awards w 2015 roku, "Top 10 Songs of the Year" na 22nd Dong Fang Feng Yun Awards (东方风云榜音乐 盛典), a także "Favorite Song of the Year" podczas 15th Top Chinese Music Awards (音乐风云榜).
Podczas uroczystej noworocznej gali CCTV w 2016 roku, najbardziej znaczącej imprezie telewizyjnej w Chinach ze względu na dużą oglądalność, TFBOYS wykonali muzyczny kawałek Growing Up in Happiness (chn. 幸福成长). Dzięki występowi TFBOYS stali się powszechnie znanym zespołem w Chinach. W 2017 roku TFBOYS zostali zaproszeni na uroczyste otwarcie noworocznej gali CCTV.

## Członkowie
- Wang Junkai (chiń. 王俊凯), także Karry, ur. 21 września 1999 roku w Chongqing. Lider, visual oraz wokal prowadzący zespołu TFBOYS. Jego oficjalnym kolorem jest niebieski.
- Wang Yuan (chiń. 王源), także Roy, ur. 8 listopada 2000 roku w Chongqing. Główny wokal zespołu TFBOYS. Jego oficjalnym kolorem jest zielony.
- Yi Yangqianxi (chiń. 易烊千玺), także Jackson, ur. 28 listopada 2000 roku w Hunanie. Główny tancerz zespołu TFBOYS. Jego oficjalnym kolorem jest czerwony.

## Dyskografia
albumy
- 2017: Our Times (chn. 我们的时光)

Minialbumy
- 2013: Heart mèng·chūfā (chn. Heart 梦·出发)
- 2014: Manual of Youth (chn. 青春修煉手冊 Qīngchūn xiūliàn shǒucè)
- 2015: Big Dreamer (chn. 大夢想家 Dà mèngxiǎng jiā)

Single
- 2014: Magic Castle (chn. 魔法城堡 Mófǎ chéngbǎo)
- 2014: For Dreams, Always Be Ready (chn. 為夢想，時刻準備著 Wèi mèngxiǎng, shíkè zhǔnbèizhe)
- 2016: Imperfect Child (chn. 不完美小孩 Bù wánměi xiǎohái)
- 2016: Bang for Future (chn. 未来的进击 Wèilái de jìnjī)
- 2016: Gěi wǒ de kuàilè (chn. 给我的快乐)
- 2016: It's You (chn. 是你 Shì nǐ)
- 2016: Little Genius (chn. 小精灵 Xiǎo jīnglíng)
- 2016: Bù xī zhī hé (chn. 不息之河)
- 2016: Firefly (chn. 萤火 Yíng huǒ)
- 2017: Our Times (chn. 我们的时光)